# Redza Piyadasa
Redza Piyadasa (Kuantan, 1939 - Selayang, 7 mei 2007) was een Maleisisch kunstenaar, kunstcriticus en -geschiedkundige.

## Levensloop
Piyadasa werd geboren in een Singalees gezin in Kuantan, de hoofdstad van de deelstaat Pahang.
Aanvankelijk studeerde hij voor leraar aan het Malaysia Teacher's College in Brinsford Lodge, dat tegenwoordig is opgegaan in de Universiteit van Wolverhampton in Wolverhampton in Engeland. Daarop vervolgde hij met steun van een studiebeurs van de Maleisische regering een formele kunststudie aan het Hornsey College of Art in Crouch End, Londen. Hier slaagde hij in 1967.
Vervolgens keerde hij terug naar Maleisië en begon hij als leraar aan een school voor kunst en design, die kort ervoor was opgericht als onderdeel van de Universiti Teknologi MARA (Technologische Universiteit MARA).
Piyadasa wijdde zijn leven aan de kunst, zowel aan de theorie als aan de uitvoering. Als kunstenaar maakte hij schilderijen, collages en installaties. Door middel van zijn publicaties in het Engels en het Maleis vulde hij in de jaren zestig en zeventig een belangrijk vacuüm. Hij bracht een in deze tijd nog nauwelijks bestaand debat in zijn land op gang over de geschiedenis van en een kritische kijk op kunst. 
Piyadasa was met name geïnteresseerd in moderne Aziatische kunst die hij in verband bracht met zowel de traditionele kunst in Azië als de hedendaagse kunst in het westen. Zijn kritieken boden een antwoord op het neo-nationalistische, islamitische en mondiale stromingen in Maleisië.
Gedurende een lange tijd van zijn leven, in de laatste twee decennia van de 20e eeuw, werkte hij aan het collagewerk Malaysia Series. In 1998 werd hij onderscheiden met een Prins Claus Prijs.

## Exposities
- 1987: Baba family
- 1978: A matter of time